# 南谷朝子
南谷 朝子（みなみたに あさこ、2月2日生まれ）は、日本の女優、シンガーソングライター。
自身が立ち上げた創作演劇集団「NANYA-SHIP」の主宰である。

## 人物
東京都日本橋出身。都立上野高校～私立成城大学。
1980年代清水邦夫主宰の劇団木冬社（もくとうしゃ）にて活動（『弟よ』、『哄笑』、『アリス』、『楽屋』等に出演）。離団後はマキノノゾミ『東京原子核クラブ』、永井愛『僕の東京日記』『萩家の三姉妹』、東憲司『風来坊雷神屋敷』『海猫街』等の作品に出演。
1997年、宮田慶子演出の『わたし、うれしい』でNHK名古屋アクターズフェスティバル金賞を受賞。翌1998年には名古屋ZIP-FMの日曜20時~25時ミュージックナビゲーターを務めるなど、多岐にわたる活動を続けている。
2005年よりシンガーソングライター活動開始。2007年にシングル『橙色』、アルバム『しゃんそん』を発表。
2014年『ぷりえApril』発表。CDの全国発売後は毎年関西〜九州方面でのライブ活動を続行中。
2012年3月25日、NHK-FM「インディーズ・ファイル」に“ゴーストストリート”が紹介、ON AIRされる。
2017年7月に演出者協会主催の「演劇大学IN横手」に講師として参加。
2010年4月より2022年12月まで中央エフエムにて「うら！のーと・みなみズム」のラジオ番組を担当していた。

## 舞台

### 木冬社時代（代表作）
- 「夢去りて、オルフェ」　- ピエロ役（1986年）
- 「楽屋」　- 女優A（1988年）
- 「財産没収」 - ウィリー（1989年）
- 「弟よ」 - 坂本　妙（1990年）
- 「アリス」 - アリス（1990年）
- 「哄笑」 - 実子（1993年）

### ギイ・フォワシイ・シアター出演作品
- 「正直ゲーム」 - 娘役（1983年）
- 「チェロを弾く女」 - わたし役（1990年）
- 「相寄る魂」 - 彼女役（2010年）

### 桟敷童子出演作品
- 「可愛い千里眼」（2004年）
- 「風来坊雷神屋敷」（2005年）
- 「海猫街」（2006年）

### その他
- 「僕の東京日記」 - むっちゃん（1996）　 二兎社公演
- 「東京原子核クラブ」　- 桐子（1997）　：「国際フォーラム」こけら落とし公演
- 「怒涛」 - ふみ（2000）　 新国立劇場公演
- 「萩家の3姉妹」 - 次女仲子（2000〜） 二兎社公演
- 「ザ・パワーオブ　イエス」 - D.マーシュ（2010） 燐光群公演　下北沢スズナリ他
- 「クラウド9」 - ジョシュァ〜ジェリー（2011） 日本劇団協議会公演　青年座劇場
- 「だるまさんがころんだ」 - 兄　他（2011.8〜10） 燐光群公演　東京〜宇都宮〜神戸〜名古屋〜京都〜吹田〜ジョージア〜ドイツ
- 「坂本和子追悼朗読会」にて山月記・朗読（2012.3/10） 青山銕仙会能楽堂
- 「岸田國士を読む」（チロルの秋・沢氏の二人娘）朗読（2012.5/10） 南青山マンダラ
- 「内海のクジラ」（岡山県福武文化財団主催：坂手洋二作・演出）出演（2012.9/22,23）
- 「流れる雲よ」（アトリエッジ公演：草部文子作・奈美木映里演出） - “母”役 出演（2013.4.2〜10.18）（2014.3.26〜継続中・新潟弥彦神社遷宮100年記念公演他）
- 「楽屋」（燐光群アトリエの会公演：演出）（2016年4月27日〜5月10日）
- 「日輪の翼」（KAAT主催公演）（2016年6月〜9月、2017年9月　横浜〜新宮〜高松〜大阪、京都）
- 「くじらと見た夢」(燐光群35周年記念公演　作・演出坂手洋二）2017年11月座・高円寺～愛知芸術文化センター、伊丹アイホール、岡山市民会館

- 2013年9月〜11月：うたがたり〜今昔物語（鹿児島西本願寺武出張所・日田リベルテ・大分浄土寺・大阪萬福寺）
- 2014年1月：日韓演劇交流センター主催朗読会「五重奏」出演（三軒茶屋シアタートラム）
- 2014年2月24日：南青山マンダラ主催「岸田國士を読む」出演
- 2015年～17年：就活ミュージカル！（脚本：目黒淨華、作曲：南谷朝子）　（池袋芸術劇場シアターウエスト）（銀座博品館劇場）
- 2020年3月：TheatrePolyphonic「秋元松代の世界」(石丸さち子演出）　音楽・出演
- 2021年10月ZOROMEHA企画「雨の夏、30人のジュリエットが還ってきた」(作：清水邦夫、演出：中原和樹）(シアターX）音楽・出演
- 11月：道頓堀セレブ「楽屋」（作・清水邦夫　演出：橋本匡）出演
- 12月　琵琶ひとひら会「平家閃々と」(古川日出男訳・演出）出演
- 2022年　2月燐光群「Speak Low No Tail」(作・小沼純一　演出：坂手洋二）(シアターTOPS）出演
- 12月　ZOROMEHA企画「夜よ、おれを叫びと逆毛で充す青春の夜よ」(作・清水邦夫　演出：ZOROMEHA）おとうと役で出演
- 2023年　6月・8月　NANYA-SHIP「イエスタデイ」(作・清水邦夫　演出：中原和樹）源一役で出演
- 7月　燐光群「ストレートラインクレージー」(作：デビット・ヘアー　演出 　　　坂手洋二）出演
- 2024年6月〜7月 燐光群「地の塩、海の根」（作・演出：坂手洋二）（下北沢ザ・スズナリ）[1]
- 2024年10月、NANYA-SHIP Reading Live「雨の夏、三十人のジュリエットが還ってきた」（作：清水邦夫 演出：富澤正幸）（南青山MANDALA）[2]
- 2025年6月〜7月 燐光群公演「KYOTO」（作：ジョー・マーフィー、ジョー・ロバートソン、演出：坂手洋二）（下北沢ザ・スズナリ）[3]

## ライブ
- 2012年11月7日「ぷりえ〜a live album」全国発売（株）ウェーブマスター　流通：エイベックスマーケティング
- 2012年11月〜12月　九州〜関西〜東海ライブ
- 2013年9月、ほっけストックライブ（宮崎）出演〜11月九州ツアー（江迎〜佐賀〜鹿児島〜博多）12月、大坂MOERADO,難波屋LIVE
- 2018年～　枕崎市立図書館にて「絵本仕掛けの音楽会」を毎年上演中

## 映画
- 「赤い橋の下のぬるい水」　2001年11月3日公開、今村昌平監督
- 「蕨野行」 2003年10月4日公開、恩地日出夫監督
- 「霊的ボリシェヴィキ」　2018年2月10日公開、高橋洋監督
- 「龍が如く～beyondthe game」AMAZONプライムVideo　2024年10月～配信　　武正晴監督

## ラジオドラマ
- 青春アドベンチャー（NHK-FM）
  - 『ストーリーボックス ザ・マネー』(1)(4)（2025年2月3日、6日）[4]